# Pedro Gallego
Pedro Gallego Molina (Albacete, España, 21 de octubre de 1934 — Alicante, España, 4 de marzo de 2014) fue un futbolista español que jugaba en la demarcación de portero.

## Trayectoria
Debutó como futbolista en 1951 con el Albacete Balompié, en el que permaneció durante cinco temporadas. En 1956 fue fichado por el Alicante C. F. para las tres temporadas siguientes. En 1959 se fue traspasado al Elche C. F., que militaba en aquel entonces en la Primera División de España. Tras un breve paso por el Real Jaén C. F., el Xerez C. D. se hizo con sus servicios hasta que se retiró como futbolista en 1964 a los treinta años de edad.
Falleció el 4 de marzo de 2014 a los setenta y nueve años de edad en el Hospital de San Juan de Alicante tras sufrir una neumonía.

## Clubes
| Club              | País   | Año       | Partidos | Goles |
| ----------------- | ------ | --------- | -------- | ----- |
| Albacete Balompié | España | 1951-1956 | 130      | 0     |
| Alicante C. F.    | España | 1956-1959 | 8        | 0     |
| Elche C. F.       | España | 1959-1961 | 5        | 0     |
| Real Jaén C. F.   | España | 1961-1962 | 12       | 0     |
| Xerez C. D.       | España | 1962-1964 |          |       |